# Hymedesmia longurius
Hymedesmia longurius är en svampdjursart som beskrevs av William Lundbeck 1910. I den svenska databasen Dyntaxa används istället namnet Stylopus longurius. Enligt Catalogue of Life ingår Hymedesmia longurius i släktet Hymedesmia och familjen Hymedesmiidae, men enligt Dyntaxa är tillhörigheten istället släktet Stylopus och familjen Hymedesmidae. Arten är reproducerande i Sverige. Inga underarter finns listade i Catalogue of Life.